# Carl Gustaf Tengwall
Carl Gustaf Tengwall, född den 1 februari 1864 i Brunnby socken, Malmöhus län, död den 26 maj 1913 i Stockholm, var en svensk tidningsman.
Tengwall blev student vid Lunds universitet 1883 och inträdde 1886 på tidningsmannabanan som medarbetare i "Helsingborgs dagblad". Efter att 1888-91 ha verkat som redaktionssekreterare först i "Göteborgs aftonblad" och sedan i "Smålands allehanda" blev han 1891 redaktör för "Borås tidning" och 1893 för "Smålands allehanda" samt 1897 redaktionssekreterare i "Dagens nyheter". Tengwall inträdde 1898 som medredaktör och redaktionell arbetschef i "Svenska dagbladet" samt övergick 1907 till "Stockholms dagblad", där han till sin död var redaktionell arbetschef och ansvarig utgivare. Särskilt under sin verksamhet i Stockholmspressen gjorde Tengwall en betydelsefull personlig insats på det tidningstekniska området. Den moderna typen för en stor svensk tidning med omväxlande kulturellt innehåll utöver dagsnyheterna och den politiska avdelningen, bidrag i stor utsträckning även från representativa utomstående krafter samt illustrationer i stor omfattning utvecklades till stor del under direkt eller indirekt påverkan av Tengwalls aldrig tröttnande initiativ.